# Théorème de Lie-Kolchin
Le  théorème de Lie-Kolchin est un résultat de trigonalisabilité des sous-groupes connexes et résolubles du groupe des matrices inversibles GLn(K), où K est un corps algébriquement clos de caractéristique quelconque. Démontré en 1948, il tient son nom de son auteur, Ellis Kolchin, et de son analogie avec le théorème de Lie sur les algèbres de Lie résolubles (en caractéristique nulle), démontré en 1876 par Sophus Lie.

## Énoncé
Définition — On dit qu'une partie E de Mn(K) est trigonalisable s'il existe une base de trigonalisation commune à tous les éléments de E.
Théorème de Lie-Kolchin — Pour tout corps K algébriquement clos, tout sous-groupe connexe résoluble de GLn(K) est trigonalisable.
La topologie sur GLn(K) est ici, implicitement, celle de Zariski. (Pour K égal au corps ℂ des nombres complexes, la même démonstration fournit, avec la topologie usuelle sur GLn(ℂ) – i.e. celle induite par la topologie produit sur Mn(ℂ) ≃ ℂ(n2) – un résultat analogue mais moins puissant, puisque cette topologie est plus fine donc possède moins de connexes.) Ce théorème est parfois énoncé avec l'hypothèse supplémentaire (superflue mais inoffensive, puisque l'adhérence du sous-groupe est encore connexe et résoluble) que le sous-groupe considéré est fermé dans GLn(K), c'est-à-dire est en fait un groupe algébrique linéaire. Cette version est un cas particulier du théorème du point fixe de Borel (en).

## Démonstration
La preuve repose sur les deux lemmes suivants.
Le premier, purement algébrique, généralise à un ensemble de matrices qui commutent le fait que, sur un corps algébriquement clos ou même seulement contenant toutes les valeurs propres d'une matrice donnée, cette matrice est trigonalisable. (Lorsque ce corps est ℂ, on démontre par la même méthode la généralisation analogue du résultat plus précis démontré en 1909 par Schur  : le changement de base peut être choisi unitaire.)
Lemme 1 (Frobenius, 1896) — Soient K un corps algébriquement clos et G une partie de Mn(K) constituée de matrices qui commutent, alors G est trigonalisable.
Le second lemme sera applicable aux sous-groupes connexes G de GLn(K).
Lemme 2 — Le groupe dérivé D(G) de tout groupe topologique connexe G est connexe.
Vient enfin la démonstration du théorème.

## Théorème de Kolchin
Kolchin a démontré la même année la variante purement algébrique suivante, pour les sous-groupes constitués uniquement de matrices unipotentes, c'est-à-dire de la forme In + N, où N est une matrice nilpotente. D'après ce théorème (valable pour un corps non nécessairement algébriquement clos) un tel groupe est automatiquement nilpotent puisque conjugué, dans GLn(K), à un sous-groupe du groupe nilpotent des matrices triangulaires supérieures avec des 1 sur la diagonale principale. Une matrice triangulaire supérieure (resp. inférieure) dont tous les coefficients diagonaux sont égaux à 1 est appelée une matrice unitriangulaire supérieure (resp. inférieure).
Théorème de Kolchin — Pour tout corps commutatif K, tout sous-groupe, (et même tout sous-demi-groupe,) de GLn(K) constitué de matrices unipotentes est trigonalisable.
Ceci peut être vu, comme un analogue du théorème de Engel sur les algèbres de Lie.
Pour un corps gauche, il existe des résultats partiels dans cette direction.